# 諏訪賴重 (南北朝時代)
諏訪頼重（日语：／ Suwa Yorishige），是日本鎌倉時代後期及南北朝时代的武将，諏訪大社的大祝。關於他的父親，有許多不同的說法。

## 生平
在鎌倉幕府時期，諏訪氏擔任信濃國的守護，也是北条氏的御内人。東勝寺合戰時，鎌倉幕府滅亡，諏訪氏的諏訪時光（圓光入道）自盡。
鎌倉幕府滅亡，建武政權派小笠原貞宗擔任信濃國的守護，和諏訪氏之間產生對立。諏訪頼重和他的兒子諏訪時繼不滿小笠原氏的統治，收留並且培育得宗北条高時的遺孤北条時行，在1335年（建武2年）時北条時行等人發動中先代之亂，在賴重及三浦氏的協助下，打敗了澀川義季、岩松經家、今川範滿、小山秀朝等武將，一度攻下鎌倉，迫使原來駐守鎌倉的足利直義逃跑。後來被足利派出，以木曾家村為首的軍隊打敗，諏訪頼重和時繼等43人在勝長壽院自盡。
依照《諏訪史料叢書》27卷記載的家譜圖，東勝寺合戰時，帶領北条時行離開鎌倉，逃往信濃的「諏訪盛高」和諏訪頼重是同一個人。
諏訪頼重死後，諏訪大社的大祝是由其孫子，諏訪時繼的兒子諏訪頼嗣來繼承。

## 書籍
- 《梅松論》
- 《太平記》（巻十三、足利殿東国下向事付時行滅亡事）